# Bathyplectes immolator
Bathyplectes immolator är en stekelart som först beskrevs av Johann Ludwig Christian Gravenhorst 1829.  Bathyplectes immolator ingår i släktet Bathyplectes och familjen brokparasitsteklar. Arten är reproducerande i Sverige. Inga underarter finns listade.